# William Horatio Bates
William Horatio Bates (Newark, 23 dicembre 1860 – New York, 10 luglio 1931) è stato un medico statunitense.
Ha elaborato un personale metodo per la cura dei difetti visivi privo di basi e riscontri scientifici.

## Biografia
Laureato in medicina e chirurgia nel 1885 alla Cornell University, dal 1896 iniziò a dedicarsi alla sperimentazione clinica che lo coinvolgerà tutta la vita fra ospedali di America e Regno Unito, alternandola a tre matrimoni ed al tennis.
Nel 1919 pubblicò a sue spese la prima edizione de Vista perfetta senza occhiali, per avere l'opportunità di esporre le sue teorie per la maggior parte contrarie all'oftalmologia canonica. Morì a New York il 10 luglio 1931.

## Il metodo Bates
Secondo la sua tesi, scientificamente priva di riscontri, gli occhi verrebbero male utilizzati in seguito all'erronea idea che per vedere meglio è necessario uno sforzo o la concentrazione. Ipotizzava la possibilità di migliorare la vista senza il ricorso alla chirurgia e senza il ricorso agli occhiali che, sempre a suo dire, imporrebbe una condizione di sforzo continuativo che tenderebbe a bilanciare quello delle lenti, portando alla lunga un inevitabile peggioramento dell'imperfetta visione e del benessere generale della persona. Le sue tesi sono state dimostrate essere infondate.
Ha inoltre ipotizzato un ruolo funzionale dell'immaginazione e della memoria, che riteneva fossero importanti quanto se non di più della reale luce che proviene dagli oggetti e viene impressa sulla retina. Ha ancora paragonato l'importanza dell'epinefrina per i nostri occhi, a quello della cocaina nella chirurgia che all'epoca era l'anestetico più comunemente utilizzato.